# Litván Szociáldemokrata Párt
A Litván Szociáldemokrata Párt (litvánul Lietuvos socialdemokratų partija, LSDP) egy politikai párt Litvániában, melyet már a 19. században létrehoztak, majd Litvánia 1918-as függetlenedésekor az ország vezető pártjainak egyike lett. Amikor az ország 1940-ben beleolvadt a Szovjetunióba, a Litván Szociáldemokrata Párt is megszűnt létezni, pontosabban beleolvadt a Szovjetunió Kommunista Pártjába.
1991-ben Litvánia ismét független lett, így a Litván Szociáldemokrata Párt kivált az SZKP-ból, és visszaszerezte függetlenségét.
A 2016-os parlamenti választások után 2017-ig a párt együtt kormányzott a Litván Gazdák és Zöldek Uniójával, ám 2017 óta a párt ellenzéki párt.

## Választási eredmények

### Parlamenti választások

#### 1940 előtt
| Választás éve | Szavazatok száma | Szavazatok aránya | Mandátumok száma | Parlamenti státusz |
| ------------- | ---------------- | ----------------- | ---------------- | ------------------ |
| 1920          | 87 051           | 12,8%             | 13               | ellenzék           |
| 1922          | 84 643           | 10,4%             | 11               | ellenzék           |
| 1923          | 101 778          | 11,3%             | 8                | ellenzék           |
| 1926          | 173 250          | 17%               | 15               | kormánypárt        |
| 1936          | -                | -                 | -                | nem indult         |

#### 1991 után
| Választás éve | Szavazatok száma | Szavazatok aránya | Mandátumok száma | Parlamenti státusz   |
| ------------- | ---------------- | ----------------- | ---------------- | -------------------- |
| 1992          | 112 410          | 6,05%             | 8                | ellenzék             |
| 1996          | 90 756           | 6,94%             | 12               | ellenzék             |
| 2000          | 457 294          | 31,08%            | 19               | ellenzék/kormánypárt |
| 2004          | 246 852          | 20,7%             | 20               | kormánypárt          |
| 2008          | 144 890          | 11,72%            | 25               | ellenzék             |
| 2012          | 251 610          | 19,18%            | 38               | kormánypárt          |
| 2016          | 183 597          | 15,04%            | 17               | kormánypárt/ellenzék |
| 2020          | 108 649          | 9,25%             | 13               | ellenzék             |
| 2024          | 240 503          | 19,70%            | 52               | kormánypárt          |

### Európai Parlamenti választások
| Választás éve | Szavazatok száma | Szavazatok aránya | Mandátumok száma |
| ------------- | ---------------- | ----------------- | ---------------- |
| 2004          | 173 888          | 14,43%            | 2                |
| 2009          | 102 347          | 18,12%            | 3                |
| 2014          | 197 477          | 17,26%            | 2                |
| 2019          | 199 220          | 15,88%            | 2                |
| 2024          | 121 880          | 17,98%            | 2                |

## Külső hivatkozások
- honlap